# Studebaker M-Serie
Die M-Serie war eine von 1939 bis 1948 von der Studebaker Corporation produzierte Lkw-Reihe.

## Geschichte

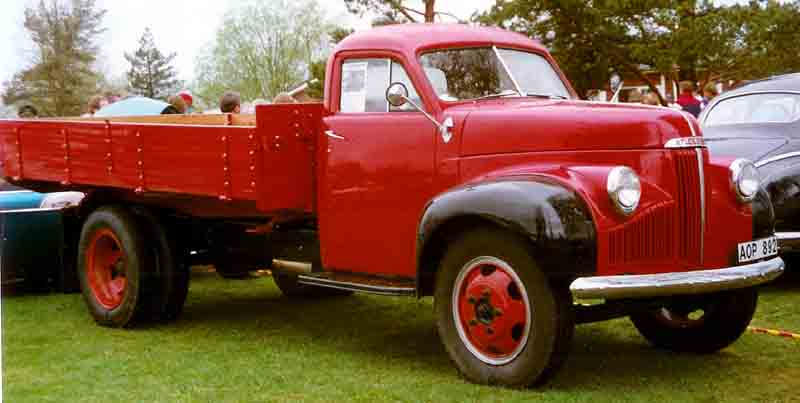
Studebaker M16 Pritschenwagen

Der Lkw war in vielen Versionen erhältlich, angefangen mit dem M5-Pick-up mit 500 kg Nutzlast, wobei die schwereren Versionen der M15 mit 750 kg Nutzlast, der M15A mit 1,5 Tonnen Nutzlast und der M16 mit 2 Tonnen Nutzlast waren. M5 und M15 waren leichte Lkw, während M15A bis M16 mittelschwere Lkw waren. Der M5 war entweder als Pick-up, Kastenwagen und Chassis-Cab erhältlich, während der M15 und die größeren Varianten entweder als Pritschenwagen oder mit Chassis Cab verfügbar waren. Eine modifizierte Version des M-Serie-Fahrerhauses wurde auch im Militär-Lkw Studebaker US6 verwendet, der während des Zweiten Weltkriegs gebaut wurde. Die Lkw waren mit dem Studebaker-Champion-Motor mit 169 Kubikzoll erhältlich, die mittelschweren Lkw waren jedoch auch mit einem größeren Motor mit 226 Kubikzoll erhältlich. Der M5 wurde in Broschüren manchmal als „Coupe Express“ vermarktet, was sich auf einen früheren kleineren Pick-up bezog, der von 1937 bis 1940 gebaut wurde und auf einem Personenwagen basierte, im Gegensatz zur M-Serie, die ein größeres und schwereres spezielles Lkw-Fahrgestell verwendete. Dies geschah wahrscheinlich, weil der M5-Pick-up, der kleinste der Baureihe, auch den Coupe Express ersetzen sollte.
Die Produktion der M-Serie begann 1939, musste jedoch 1941 aufgrund des Zweiten Weltkriegs unterbrochen werden.
Im Jahr 1945 wurde der Betrieb erneut aufgenommen und die Lastwagen wurden bis 1948 gebaut, die M-Serie, mit Ausnahme der US6-Variante, erwies sich jedoch nie als so beliebt wie die Konkurrenten von Ford, General Motors und Dodge und ist heute im Vergleich zu ihnen relativ selten.